# Dnevnik starog momka
Dnevnik starog momka je trinaesti studijski album novosadskog kantautora Đorđa Balaševića. Objavljen je 2001. godine. Sastavljen je od pjesama ženskih imena, a posvećen je njegovoj supruzi, Oliveri. Ako se pogleda popis pjesama, te pročitaju prva slova naziva pjesme, vidimo da je Đole "napisao": "Olja je najbolja".
Jedna od urbanih i nikad potvrđenih kuloarskih legendi kaže da je album nastao tijekom njihove bračne krize.

## Popis pjesama
1. Otilia (4:41)
2. Ljerka (4:18)
3. Ankica (4:33)
4. Jaroslava (5:02)
5. Eleonora (4:49)
6. Nevena (5:21)
7. Anita (4:06)
8. Julija (5:27)
9. Branislava (7:00)
10. Ognjena (4:59)
11. Ljudmila (4:30)
12. Anđela (3:39)